# Quảng trường Thiên An Môn

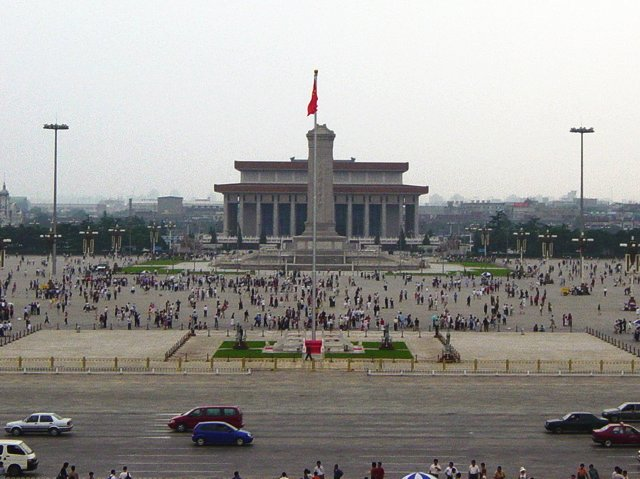
Quảng trường Thiên An Môn.

Quảng trường Thiên An Môn (giản thể: 天安门广场, phồn thể: 天安門廣場, bính âm: Tiān'ānmén Guǎngchǎng) là một quảng trường rất lớn tại Bắc Kinh, Trung Quốc. Nó được đặt tên theo Thiên An Môn, cổng thành ở phía bắc chia cách nó với Tử Cấm Thành. Nhiều người xem nơi đây là nơi tượng trưng trung tâm của Trung Quốc. Ở ngoài Trung Quốc, quảng trường này được nhiều người biết đến qua một cuộc biểu tình trong năm 1989.

## Sơ lược
Lịch sử xây dựng quảng trường bắt đầu vào năm 1417 với một hành lang dài hình chữ " T" nối giữa Thừa Thiên Môn (năm 1651, nhà Thanh tu bổ và đổi tên thành Thiên An Môn) và Đại Minh Môn (năm 1651 đổi tên thành Đại Thanh Môn, năm 1912 đổi tên thành Trung Hoa Môn, nay đã bị phá bỏ) ở phía Bắc và Nam, và giữa Trường An Môn đông (đã bị phá bỏ) và Trường An Môn tây (đã bị phá bỏ) ở phía Đông và Tây được gọi là "Thiên bộ lang" (hành lang dài 1000 bước chân); hai bên hành lang là các công sở triều đình. Quảng trường được bao quanh bởi tường cao và người dân bị cấm tiếp cận trừ những dịp nhất định.
Năm 1911, nhà Thanh sụp đổ, chính quyền Trung Hoa Dân quốc đã cho phá bỏ phần tường bao quanh và một số các công trình đã bị phá bỏ khiến quảng trường trở nên thông thoáng, tạo điều kiện cho người dân đi vào quảng trường.Từ đây, quảng trường trở thành nơi tụ họp của các phong trào chính trị liên quan đến vận mệnh toàn Trung Hoa.
Ngày 4 tháng 5 năm 1919, phong trào Ngũ Tứ của học sinh, sinh viên, trí thức, thị dân,... Trung Quốc đấu tranh chống lại những nhượng bộ của chính quyền trước ngoại bang đã bùng nổ ở đây.
Ngày 1 tháng 10 năm 1949, trên thành lầu Thiên An Môn, Chủ tịch Mao Trạch Đông đã đọc diễn văn khai sinh nước Cộng hòa Nhân dân Trung hoa.
Năm 1955 đến năm 1959, hướng tới kỷ niệm 10 năm quốc khánh thì quảng trường được cải tạo thành như hiện nay với chiều dài 880m nam-bắc và chiều rộng 500m đông-tây, diện tích 440.000m². Hàng loạt công trình lớn trong Thập đại công trình được xây dựng xung quanh quảng trường như: Đại lễ đường Nhân dân Bắc Kinh, Bảo tàng Cách mạng, Đài tưởng niệm các anh hùng dân tộc...
Năm 1969 đến 1970, cổng Thiên An Môn được tu bổ hoàn toàn.
Năm 1976, sau khi Chu Ân Lai qua đời, một cuộc biểu tình chống "Bè lũ bốn tên" được tổ chức tại đây, bắt đầu cho sự kết thúc hoàn toàn của Cách mạng văn hoá.
Năm 1989, tại đây đã diễn ra Thảm sát Thiên An Môn nhằm vào các sinh viên, học sinh biểu tình đòi tự do dân chủ.
Hiện nay, quảng trường được sử dụng làm nơi tổ chức những sự kiện chính trị quan trọng.

## Đặc trưng

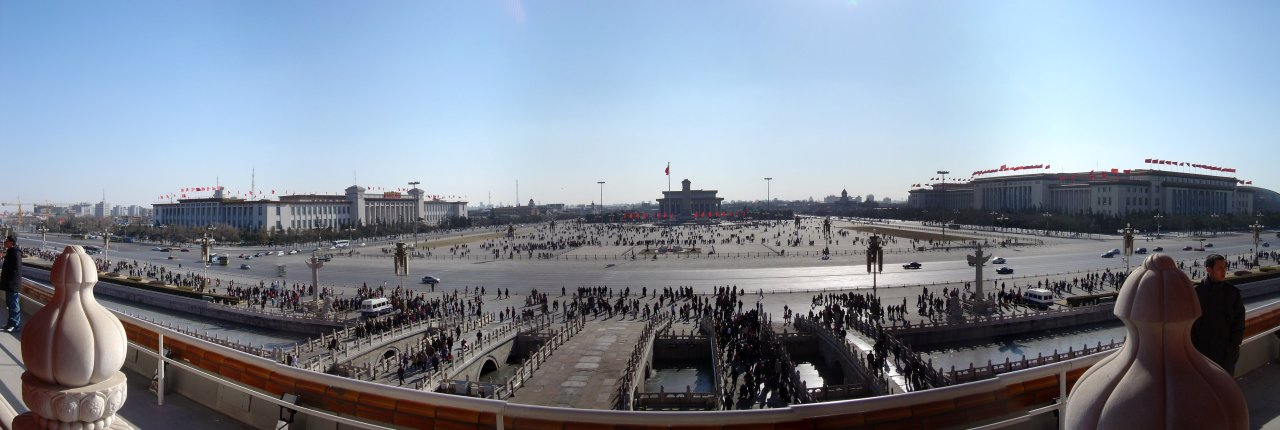
Toàn cảnh quảng trường chụp từ Tử Cấm Thành

Trong năm 1949, nó được nới rộng ra thành diện tích bây giờ. Ở giữa quảng trường có Bia Kỷ niệm Anh hùng Nhân dân và Lăng Mao Trạch Đông. Quảng trường nằm ở giữa hai cổng đồ sộ cổ xưa: phía bắc là Thiên An Môn và phía nam là Tiền Môn. Dọc theo phía tây của quảng trường là Đại lễ đường Nhân dân. Dọc theo phía đông là Viện bảo tàng quốc gia về Lịch sử Trung Hoa. Đại lộ Trường An, được dùng trong các cuộc diễn hành, nằm giữa Thiên An Môn và quảng trường. Dọc theo lề phía đông và phía tây quảng trường có cây, nhưng trong quảng trường thì trống rỗng, không có cây cối hay ghế ngồi.
Quảng trường được tỏa sáng bởi những cây cột đèn lớn với máy thu hình theo dõi. Khu vực bị giám sát chặt chẽ bởi cảnh sát (có và không mặc đồng phục).

## Sự kiện
Quảng trường Thiên An Môn là nơi xảy ra nhiều sự kiện chính trị như là việc Mao Trạch Đông thành lập nước Cộng hòa Nhân dân Trung Hoa vào ngày 1 tháng 10 năm 1949 và các buổi mít tinh trong thời kỳ Cách mạng Văn hóa. Nó cũng là nơi xảy ra nhiều phong trào phản đối, trong đó có Phong trào Ngũ Tứ (1919) đòi khoa học và dân chủ, các cuộc biểu tình trong 1976 sau cái chết của Chu Ân Lai và các cuộc biểu tình tại Thiên An Môn trong năm 1989.
Trong cuộc biểu tình Sự kiện Thiên An Môn vào tháng 6 năm 1989, một số người biểu tình đã thiệt mạng trên đường về phía tây của quảng trường và một số khu vực lân cận. Một số nguồn (Graham Earnshaw  Lưu trữ ngày 6 tháng 5 năm 2008 tại Wayback Machine và Columbia Journal Review  Lưu trữ ngày 24 tháng 10 năm 2005 tại Wayback Machine) cho rằng không ai bị thiệt mạng tại quảng trường. Trong báo chí các nước Tây phương, sự kiện này được gọi là Cuộc thảm sát Quảng trường Thiên An Môn (Tiananmen Massacre). Những người chống lại phong trào đòi dân chủ tại Trung Quốc phản đối cách gọi này.